# Indabracon medivalvis
Indabracon medivalvis är en stekelart som beskrevs av Van Achterberg 1992. Indabracon medivalvis ingår i släktet Indabracon och familjen bracksteklar. Inga underarter finns listade i Catalogue of Life.